# Іорданський Борис В'ячеславович
Борис В'ячеславович Іорданський (нар. 26 липня 1903, Ковров — пом. 1983, Москва) — російський радянський художник і педагог; член Асоціації художників революції у 1928—1931 роках; Російської асоціації пролетарських художників з 1931 року та Спілки художників СРСР.

## Біографія
Народився 13 [26] липня 1903 року в місті Коврові (нині Владимирська область, Росія). Упродовж 1922—1930 років навчався у Вищому художньо-технічному інституті у Москві, де його викладачами були зокрема Ісак Рабинович, Олександр Шевченко, Микола Шестаков.
Жив у Москві. У 1920-х—1940-х роках працював переважно як оформлювач. Протягом 1950—1952 років викладав у Московському інституті прикладного та декоративного мистецтва; з 1952 року — Московському вищому художньо-промисловому училищі (професор з 1961 року). Помер у Москві у 1983 році.

## Творчість
Працював у галузх станкового (створював жанрові картини, портрети, пейзажі, натюрморти) і монументального живопису, станкової і книжкової графіки.

### Монументальний живопис
Виконав оформлення:
- павільйонів
  - «Центросоюз» на Всесоюзній сільськогосподарській виставці (1923);
  - «Друк» на міжнародній виставці преси в Кельні (1927—1928);
  - «Далекий Схід» на Всесоюзній сільськогосподарській виставці (1939);
- магістралі «Центр — Сокольники» до 1 Травня (1930);
- відділу «Тваринництво СРСР» на виставці у Філадельфії (1931);
- зали «Конституція СРСР» на Всесвітній виставці в Парижі (1936—1937; «Гран-прі», 1937);
- колони фізкультурників СРСР і РРФСР на фізкультурному параді в Москві (1945);

Також оформляв вулиці та площі Москви до революційних свят.
У наступні роки створював монуменатально-декоративні твори:
плафони (темпера)
- «Перемога» у Палаці культури Метробуду в Москві (1944—1946, спільно з Георгієм Рубльовим);
- «Петроград 1917 року» в Жовтневому залі Центрального музею Революції СРСР у Москві (1947—1948, спільно з Георгієм Рубльовим);
- «Дружба народів» у залі для глядачів Бурятського театру опери та балету в Улан-Уде (1947—1952, спільно з Георгієм Рубльовим);
- «Квітуча Україна» у вестибюлі готелю «Україна» в Москві (1956—1957);
- «Під прапором Леніна» у залі для глядачів Кемеровського обласного драматичного театру (1957—1960).

мозаїки (смальта)
- «Ленін», «Парад Перемоги», «Фізкультурний парад» у вестибюлі станції «Добринінська» Московського метрополітену (1948—1951, спільно з Георгієм Рубльовим);

панно (темпера)
- «Небо Москви» і «Москва» для павільйону «Московська область» на Всесоюзній сільськогосподарській виставці (1952—1954);
- «Панорама Москви» в банкетному залі ресторану «Прага» в Москві (1954—1955);
- «Київ», «Москва» та «Дніпропетровськ» у Палаці культури Дніпропетровська (1956).

### Станковий живопис
історичні картини
- «Демонстрація на Червоній площі в 1927 році» (1958, олія; Державний центральний музей сучасної історії Росії);
- «Хай живе революція робітників, солдатів і селян!» (1967, темпера);
- «Володимир Ленін» (1969—1970, темпера);
- «За владу Рад!» (1970, темпера);
- «Революційний патруль» (1973, темпера);
- «Володимир Ленін на 1-му Всеросійському суботнику» (1975, темпера).

портрети
- художника Василя Бордиченка (1962);
- художника Михайла Маркова (1963);
- мистецтвознавця К. Соловйова (1965);
- «Дівчина у світлій сукні» (1966);
- художника Володимира Васильєва (1966—1967);
- мистецтвознавця А. Н. Тарасова (1972);
- професора А. Н. Андронова (1974);
- «Автопортет» (1975).

пейзажі і натюрморти
- «Венеція» (1959);
- «Натюрморт з книгами» (1962);
- «Підмосков'я. Піски» (1963);
- «Натюрморт з мисливською рушницею» (1975).

### Графіка
Створив низку плакатів-афіш для Центрального парку культури та відпочинку імені Горького у Москві:
- «Зима. Центральна лижна станція» (1934);
- «Зелений театр. Боротьба. Туреччина — СРСР» (1934);
- «ЦПКВ імені Максима Горького. Літо 1935 року Абонементи» (1935);
- «Масове гуляння присвячене XI-річчю першої Конституції СРСР» (1935);
- «Загальномосковський зліт призовників 1912 року» (1935);

У 1930-х виконав низку політичних та агітаційних плакатів:
- «Трудівниці фабрик і полів, ставайте в бойові колони ударниць» (1930);
- «Культ-естафету на службу суцільної колективізації» (1931);
- «Комсомолець, молодий робітник, піонер! Вступай у модельні, планерні, авіаційні гуртки Осоавіахіма» (1934);
- «Двадцятий рік соціалістичної революції» (1936);
- «У нас і в них» (1936);
- «Хай живе великий братський Союз народів СРСР» (1936);
- «Військова школа — кузня радянських лейтенантів» (1936);
- «Ось він щасливий і задоволений, в кому сяють знання і талант, вихованець наш військово-шкільний…» (1936);
- «Успішно розмістимо позику другої п'ятирічки, забезпечимо подальше піднесення добробуту та культури всіх народів Радянського Союзу!» (1936);
- «Олександр Пушкін» (1937; до 100-річчя від дня смерті письменника).
- «Комсомолець, допомагай дітям добре вчитися і добре відпочивати» (1937);
- "Хай живе 8 березня. Міжнародний комуністичний жіночий день! (1937);
- «Хай живе і міцніє наша могутня Батьківщина — Союз Радянських Соціалістичних респубілік!» (1940);
- «Михайло Юрійович Лермонтов». 1814—1841 (1941);
- «Перетворимо передплату на позику третьої п'ятирічки на демонстрацію радянського патріотизму!» (1941).

Співпрацював із Детгизом, на замовлення якого створив ілюстрації до книг:
- «Школа» Садріддіна Айні (1949);
- «Маленькі месники» Ованеса Гукасяна (1950).

Багато працював у техніках гуаші, акварелі, звертався до ліногравюри. Серед станкових графічних робіт:
- «Демонстрація» (1930, ліногравюра);
- «Бібі-Ейбат. Нафтова вишка» (1931, гуаш);
- автопортрети (1941, 1943, 1946, 1971; акварель);
- «Комсомольськ-на-Амурі» (1943, акварель);
- «Букет» (1943, акварель);
- «Куточок Риму» (1959, картон);
- «Весна у Хімках-Ховрино» (1971, гуаш);
- «Пляж у Дзинтарі» (1972, акварель, туш);

## Виставки
Експонувався на виставках:
- молодих художників-початківців міста Москви (1934);
- творів молодих художників (1936);
- робіт з художньої промисловості (1940);
- декоративного мистецтва (1946, 1955);
- художників книги (1951);
- республіканській виставці «Радянська Росія» (1960);
- художників декоративно-оформлювального мистецтва (1962);
- творів московських художників (1964, 1975);
- «По рідній країні» (1965);
- «Художники Москви — 50-річчя Жовтня» (1967).

Провів персональні виставки у Москві у 1935, 1963, 1964, 1975 роках.
Роботи художника представлені у Третьяковській галереї, Державному центральному музеї сучасної історії Росії, зберігаються у багатьох приватних збірка як в Росії, так і в інших країнах.